# Cantonul Montauban-4
Cantonul Montauban-4 este un canton din arondismentul Montauban, departamentul Tarn-et-Garonne, regiunea Midi-Pyrénées, Franța.

## Comune
- Montauban (parțial)